# كندريك راي
كندريك راي (26 يناير 1994 في الولايات المتحدة - ) (بالإنجليزية: Kendrick Ray)‏ هو لاعب كرة سلة أمريكي في مركز مدافع مسدد الهدف. لعب مع مكابي تل أبيب لكرة السلة.

## وصلات خارجية
- كندريك راي على موقع الدوري الأوروبي لكرة السلة (الإنجليزية)
- كندريك راي على موقع كرة السلة الأوروبية.كوم (الإنجليزية)
- كندريك راي على موقع كلية كرة السلة في سبورتس رفرنس.كوم (الإنجليزية)
- كندريك راي على موقع ريلجم (الإنجليزية)
- كندريك راي على موقع بروبوليرز (الإنجليزية)
- كندريك راي على موقع سبورتس رفرنس (الإنجليزية)